# GRASP (ген)
GRASP (англ. General receptor for phosphoinositides 1 associated scaffold protein) – білок, який кодується однойменним геном, розташованим у людей на 12-й хромосомі. Довжина поліпептидного ланцюга білка становить 395 амінокислот, а молекулярна маса — 42 623.
| 10         |  | 20         |  | 30         |  | 40         |  | 50         |
| ---------- |  | ---------- |  | ---------- |  | ---------- |  | ---------- |
| MTLRRLRKLQ |  | QKEEAAATPD |  | PAARTPDSEV |  | APAAPVPTPG |  | PPAAAATPGP |
| PADELYAALE |  | DYHPAELYRA |  | LAVSGGTLPR |  | RKGSGFRWKN |  | LSQSPEQQRK |
| VLTLEKEDNQ |  | TFGFEIQTYG |  | LHHREEQRVE |  | MVTFVCRVHE |  | SSPAQLAGLT |
| PGDTIASVNG |  | LNVEGIRHRE |  | IVDIIKASGN |  | VLRLETLYGT |  | SIRKAELEAR |
| LQYLKQTLYE |  | KWGEYRSLMV |  | QEQRLVHGLV |  | VKDPSIYDTL |  | ESVRSCLYGA |
| GLLPGSLPFG |  | PLLAVPGRPR |  | GGARRARGDA |  | DDAVYHTCFF |  | GDSEPPALPP |
| PPPPARAFGP |  | GPAETPAVGP |  | GPGPRAALSR |  | SASVRCAGPG |  | GGGGGGAPGA |
| LWTEAREQAL |  | CGPGLRKTKY |  | RSFRRRLLKF |  | IPGLNRSLEE |  | EESQL      |

A: Аланін

C: Цистеїн

D: Аспарагінова кислота

E: Глутамінова кислота

F: Фенілаланін

G: Гліцин

H: Гістидин

I: Ізолейцин

K: Лізин

L: Лейцин

M: Метіонін

N: Аспарагін

P: Пролін

Q: Глутамін

R: Аргінін

S: Серин

T: Треонін

V: Валін

W: Триптофан

Кодований геном білок за функцією належить до фосфопротеїнів. 
Задіяний у таких біологічних процесах, як альтернативний сплайсинг, метилювання. 
Локалізований у клітинній мембрані, цитоплазмі, мембрані, клітинних контактах, синапсах.